# Фудбалска репрезентација Шкотске
Фудбалска репрезентација Шкотске је национални фудбалски тим Шкотске под руководством Фудбалског савеза Шкотске (Scottish Football Association). Шкотска репрезентација је, уз репрезентацију Енглеске, једна од најстаријих репрезентација на свету. Први међусобни сусрет ове две репрезентације уједно је и први меч две националне фудбалске репрезентације икада одигран. Иако се Шкотска налази у саставу Велике Британије, она има сопствену репрезентацију која има право наступа на свим великим такмичењима осим Олимпијских игара будући да Шкотска није члан међународног олимпијског комитета.

## Резултати репрезентације Шкотске

### Светско првенство
| Година         | Коло                  | ИГ                    | Д                     | Н                     | ИЗ                    | ГД                    | ГП                    |                       |
| -------------- | --------------------- | --------------------- | --------------------- | --------------------- | --------------------- | --------------------- | --------------------- | --------------------- |
| 1930. до 1950. | Није учествовала      | Није учествовала      | Није учествовала      | Није учествовала      | Није учествовала      | Није учествовала      | Није учествовала      | Није учествовала      |
| 1954.          | Групна фаза           | 2                     | 0                     | 0                     | 2                     | 0                     | 8                     |                       |
| 1958.          | Групна фаза           | 3                     | 0                     | 1                     | 2                     | 4                     | 6                     |                       |
| 1962.          | Није се квалификовала | Није се квалификовала | Није се квалификовала | Није се квалификовала | Није се квалификовала | Није се квалификовала | Није се квалификовала | Није се квалификовала |
| 1966.          | Није се квалификовала | Није се квалификовала | Није се квалификовала | Није се квалификовала | Није се квалификовала | Није се квалификовала | Није се квалификовала | Није се квалификовала |
| 1970.          | Није се квалификовала | Није се квалификовала | Није се квалификовала | Није се квалификовала | Није се квалификовала | Није се квалификовала | Није се квалификовала | Није се квалификовала |
| 1974.          | Групна фаза           | 3                     | 1                     | 2                     | 0                     | 3                     | 1                     |                       |
| 1978.          | Групна фаза           | 3                     | 1                     | 1                     | 1                     | 5                     | 6                     |                       |
| 1982.          | Групна фаза           | 3                     | 1                     | 1                     | 1                     | 8                     | 8                     |                       |
| 1986.          | Групна фаза           | 3                     | 0                     | 1                     | 2                     | 1                     | 3                     |                       |
| 1990.          | Групна фаза           | 3                     | 1                     | 0                     | 2                     | 2                     | 3                     |                       |
| 1994.          | Није се квалификовала | Није се квалификовала | Није се квалификовала | Није се квалификовала | Није се квалификовала | Није се квалификовала | Није се квалификовала | Није се квалификовала |
| 1998.          | Групна фаза           | 3                     | 0                     | 1                     | 2                     | 2                     | 6                     |                       |
| 2002. до 2022. | Није се квалификовала | Није се квалификовала | Није се квалификовала | Није се квалификовала | Није се квалификовала | Није се квалификовала | Није се квалификовала | Није се квалификовала |
| Укупно         | 8/22                  | 23                    | 4                     | 7                     | 12                    | 25                    | 41                    |                       |

### Европско првенство
| Година       | Коло                  | ИГ                    | Д                     | Н                     | ИЗ                    | ГД                    | ГП                    |                       |
| ------------ | --------------------- | --------------------- | --------------------- | --------------------- | --------------------- | --------------------- | --------------------- | --------------------- |
| 1960         | Није учествовала      | Није учествовала      | Није учествовала      | Није учествовала      | Није учествовала      | Није учествовала      | Није учествовала      | Није учествовала      |
| 1964         | Није учествовала      | Није учествовала      | Није учествовала      | Није учествовала      | Није учествовала      | Није учествовала      | Није учествовала      | Није учествовала      |
| 1968 до 1988 | Није се квалификовала | Није се квалификовала | Није се квалификовала | Није се квалификовала | Није се квалификовала | Није се квалификовала | Није се квалификовала | Није се квалификовала |
| 1992         | Групна фаза           | 3                     | 1                     | 0                     | 2                     | 3                     | 3                     |                       |
| 1996         | Групна фаза           | 3                     | 1                     | 0                     | 2                     | 1                     | 2                     |                       |
| 2000 до 2016 | Није се квалификовала | Није се квалификовала | Није се квалификовала | Није се квалификовала | Није се квалификовала | Није се квалификовала | Није се квалификовала | Није се квалификовала |
| 2020         | Групна фаза           | 3                     | 0                     | 1                     | 2                     | 1                     | 5                     |                       |
| 2024         | Групна фаза           | 3                     | 0                     | 1                     | 2                     | 2                     | 7                     |                       |
| Укупно       | 4/17                  | 12                    | 2                     | 2                     | 8                     | 7                     | 17                    |                       |

### Лига нација
| Рекорди у УЕФА Лиги нација | Рекорди у УЕФА Лиги нација | Рекорди у УЕФА Лиги нација | Рекорди у УЕФА Лиги нација | Рекорди у УЕФА Лиги нација | Рекорди у УЕФА Лиги нација | Рекорди у УЕФА Лиги нација | Рекорди у УЕФА Лиги нација | Рекорди у УЕФА Лиги нација | Рекорди у УЕФА Лиги нација | Рекорди у УЕФА Лиги нација |
| Сезона                     | Лига                       | Група                      | ИГ                         | П                          | Н                          | И                          | ГД                         | ГП                         | П/И                        | Поз.                       |
| -------------------------- | -------------------------- | -------------------------- | -------------------------- | -------------------------- | -------------------------- | -------------------------- | -------------------------- | -------------------------- | -------------------------- | -------------------------- |
| 2018/19.                   | Ц                          | 1                          | 4                          | 3                          | 0                          | 1                          | 10                         | 4                          | Раст                       | 25.                        |
| 2020/21.                   | Б                          | 2                          | 6                          | 3                          | 1                          | 2                          | 5                          | 4                          | Same position              | 23.                        |
| 2022/23.                   | Б                          | 1                          | 6                          | 4                          | 1                          | 1                          | 11                         | 5                          | Раст                       | 20.                        |
| Укупно                     | Укупно                     | Укупно                     | 16                         | 10                         | 2                          | 4                          | 26                         | 13                         |                            |                            |

## Списак тренера репрезентације
| Период    | Име тренера      |
| --------- | ---------------- |
| 1954      | Енди Бити        |
| 1958      | Мат Безби        |
| 1958      | Досон Вокер      |
| 1959—1960 | Енди Бити        |
| 1960—1965 | Јан Макол        |
| 1965—1966 | Џок Стајн        |
| 1966      | Џон Прентис      |
| 1966—1967 | Малком Макдоналд |
| 1967—1971 | Боби Браун       |
| 1971—1972 | Томи Дохерти     |
| 1973—1977 | Вил Ормонд       |
| 1977—1978 | Али Маклауд      |
| 1978—1985 | Џок Стајн        |
| 1985—1986 | Алекс Фергусон   |
| 1986—1993 | Енди Роксберг    |
| 1993—2002 | Крејг Браун      |
| 2002—2004 | Берти Фоктс      |
| 2004      | Томи Барнс       |
| 2004—2007 | Волтер Смит      |
| 2007      | Алекс Маклиш     |
| 2008—2009 | Џорџ Барли       |
| 2009—2012 | Крег Левајн      |
| 2012      | Били Старк       |
| 2013—2017 | Гордон Страчан   |
| 2017      | Малки Меки       |
| 2018—     | Алекс Маклиш     |

## Играчи са највише наступа и постигнутих голова
| Место | Име             | Бр. утакмица |
| 1.    | Кени Далглиш    | 102          |
| 2.    | Џим Лејтон      | 91           |
| 3.    | Алекс Маклиш    | 77           |
| 4.    | Пол Макстеј     | 76           |
| 5.    | Том Бојд        | 72           |
| 6.    | Кени Милер      | 69           |
| =     | Дејвид Вир      | 69           |
| 8.    | Дарен Флечер    | 68           |
| 9.    | Кристијан Дејли | 67           |
| 10.   | Вили Милер      | 65           |

| Место | Име               | Бр. голова |
| 1.    | Кени Далглиш      | 30         |
| 2.    | Денис Ло          | 30         |
| 3.    | Хјуи Галахер      | 24         |
| 4.    | Лори Рајли        | 22         |
| 5.    | Али Макојст       | 19         |
| 6.    | Кени Милер        | 18         |
| 7.    | Роберт Хамилтон   | 15         |
| =     | Џејмс Макфаден    | 15         |
| 7.    | Мо Џонстон        | 14         |
| 9.    | Ендру Вилсон      | 13         |
| =     | Роберт Смит Макол | 13         |

## Тренутни састав
Ажурирано: 14. октобар 2018.
| Име                 | Датум рођења        | Наступи | голови  | Клуб                 |         |
| Голмани             | Голмани             | Голмани | Голмани | Голмани              | Голмани |
| ------------------- | ------------------- | ------- | ------- | -------------------- | ------- |
| Крејг Гордон        | 31. децембар 1982.  | 54      | 0       | Селтик               |         |
| Алан Макгрегор      | 31. јануар 1982.    | 40      | 0       | Ренџерс              |         |
| Џон Меклафин        | 9. септембар 1987.  | 1       | 0       | Сандерленд           |         |
| Одбрана             |                     |         |         |                      |         |
| Мајкл Девлин        | 3. октобар 1993.    | 0       | 0       | Абердин              |         |
| Џек Хендри          | 7. мај 1995.        | 3       | 0       | Селтик               |         |
| Скот Мекена         | 12. октобар. 1996.  | 6       | 0       | Абердин              |         |
| Стивен О’Донел      | 11. мај 1992.       | 6       | 0       | Килмарнок            |         |
| Ендру Робертсон (к) | 11. март 1994.      | 26      | 2       | Ливерпул             |         |
| Грејем Шини         | 4. август 1991.     | 4       | 0       | Абердин              |         |
| Средина             |                     |         |         |                      |         |
| Стјуарт Армстронг   | 30. март 1992.      | 9       | 1       | Саутемптон           |         |
| Џејмс Форест        | 7. јул 1991.        | 24      | 0       | Селтик               |         |
| Гери Меки-Стивен    | 31. август 1990.    | 2       | 0       | Абердин              |         |
| Кевин Макдоналд     | 4. новембар 1988.   | 5       | 0       | Фулам                |         |
| Џон Мегин           | 18. октобар 1994.   | 13      | 0       | Астон Вила           |         |
| Калум Макгрегор     | 14. јун 1993.       | 7       | 0       | Селтик               |         |
| Напад               |                     |         |         |                      |         |
| Рајан Кристи        | 22. фебруар 1995.   | 3       | 0       | Селтик               |         |
| Оливер Мекбарни     | 4. јун 1996.        | 6       | 0       | Свонзи Сити          |         |
| Стивен Нејсмит      | 14. септембар 1986. | 49      | 9       | ФК Хартс             |         |
| Џони Расел          | 8. април 1990.      | 8       | 0       | Спортинг Канзас Сити |         |